# Трут

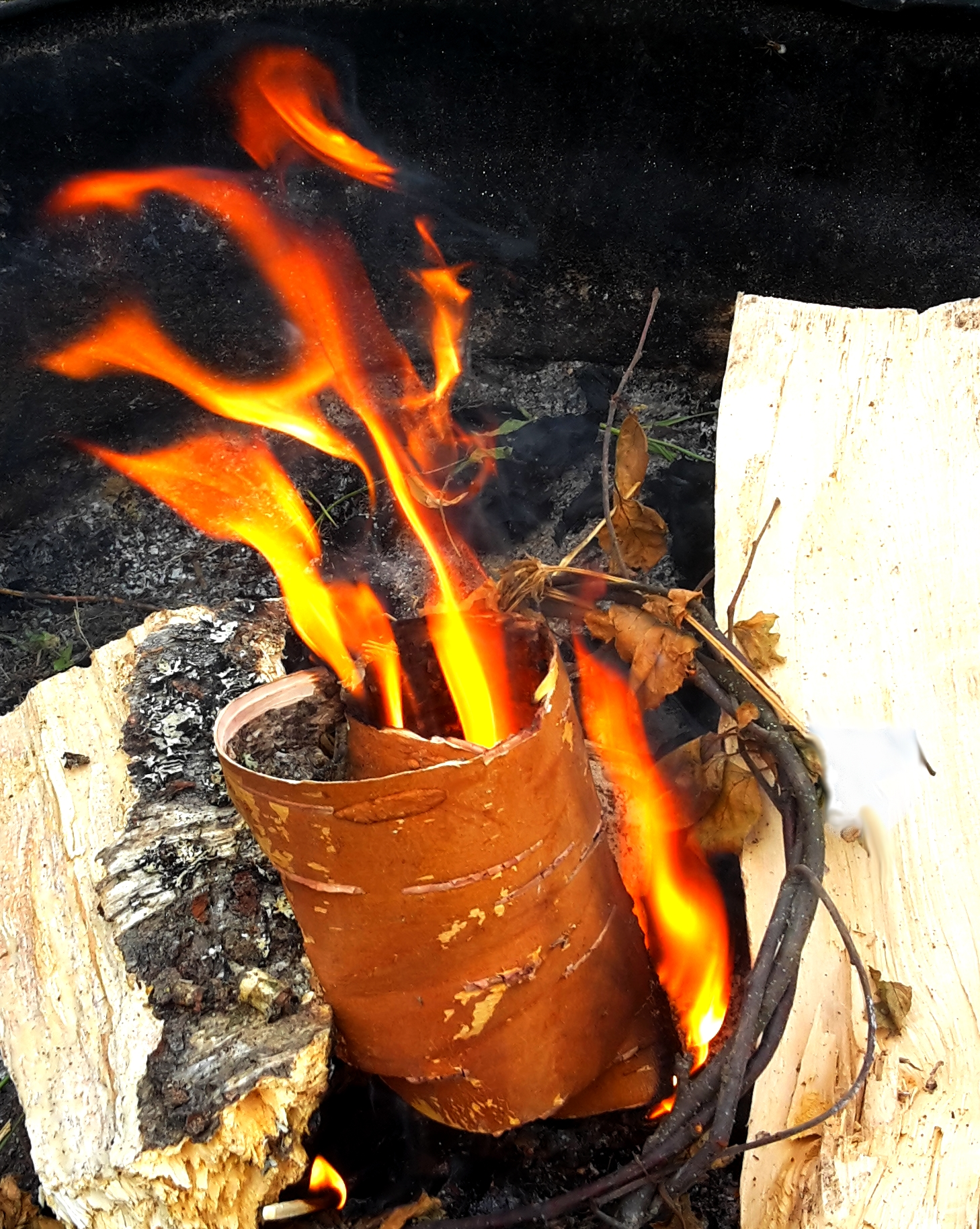
Кора березы, используемая в качестве трута для розжига костра

Трут — воспламеняющийся от искр материал (фитиль, ветошка, высушенный гриб трутовик, берёзовая кора, сухая трава, деревянные стружки, вощёная бумага, распушённая вата, еловые шишки, сосновые иголки и т. д.). Использовался для разжигания огня,  до распространения спичек.
В старину, чтобы поддерживать огонь в течение длительного времени, использовали грибы трутовики.
Материалом для трута может служить:
- Сухие древесные угли или любые горючие растительные материалы, будучи сухими и без смол
- Горючая хлопчатобумажная ткань

Такая ткань должна «запекаться» в огнестойком контейнере. Кусочек ткани обжигается в костре в небольшой жестяной банке. Используется негерметичная банка, поскольку она не деформируется под давлением и изолирует ткань от открытого огня.
- гриб трутовик, пропитанный сильными окислителями,
- сваренный гриб трутовик,

Для изготовления трута из гриба извлекается его «губчатая» часть. Предварительно очищенные от коры и более твердой трубчатой части грибы нарезаются на ломти 1,5—2 см толщиной. В емкость помещаются нарезанные грибы и зола (пепел) от костра в пропорции примерно, 1:1, содержимое заливается водой и варится на слабом огне около двух часов. После чего получившийся отвар утилизируется, а грибы отбиваются до формы блина. Трут просушивается и хранится в сухом месте. Перед тем как разжечь костер, трут необходимо хорошо размять.
- сухая трава, растертая в порошок,
- вата.